# 灵台站
靈臺站（韓語：령대역）是朝鮮民主主義人民共和國平安南道殷山郡的一個鐵路車站，属于灵台线。

## 邻近车站
灵台线
院仓站 - 靈臺站